# Bois-lès-Pargny

Bois-lès-Pargny este o comună în departamentul Aisne din nordul Franței. În 1 ianuarie 2022 avea o populație de 188 de locuitori.